# Kim Harrison
Œuvres principales
- Série Rachel Morgan
- Série Madison Avery

Kim Harrison, née le 30 septembre 1966 à Chicago en Illinois, est une écrivaine américaine de fantasy urbaine.

## Biographie
Kim Harrison est le pseudonyme de l'auteure américaine Dawn Cook. Sous le nom de Harrison, elle est surtout connue pour sa série de fantasy urbaine Rachel Morgan, qui se déroule dans un monde alternatif où une pandémie causée par des tomates génétiquement modifiées a entraîné la mort d'une grande partie de la population humaine mondiale. À ce moment-là, tous les êtres magiques, des créatures telles que les sorcières, loups-garous, vampires, pixies... se manifestent et révèlent leur existence au monde.
Sous le nom de Dawn Cook, elle est surtout connue pour ses séries Princess et Vérité publiées récemment. À l'origine, les 2 premiers tomes de la série Vérité ne constituaient qu'un seul volume qui a été divisé en deux pour la publication. Sa double identité a été révélée en mai 2009 dans la revue Locus.
En 2008, Harrison a été décrite par Jane Johnson, directrice de publication chez Harper Collins Voyager, comme le meilleur exemple de fantasy urbaine, qu'elle décrit comme « l'irruption du surnaturel dans le quotidien -  sexy, pince-sans-rire, post-moderne ».
Autoproclamée garçon manqué, Kim Harrison (elle est née et a grandi dans le Midwest) a grandi seule fille dans une famille de garçons. Elle a découvert son talent pour l'écriture à l'âge de 15 ans, quand elle a commencé à écrire les histoires qui lui remplissaient la tête. Malgré son amour de l'écriture, elle a adopté une approche peu orthodoxe de la rédaction et revendique d'avoir évité les cours d'anglais de base au lycée et à l'université.
Dans un premier temps, Harrison s'est essayée à l'écriture traditionnelle de science-fiction, mais a commencé à écrire de la fantasy contemporaine après avoir décidé de se concentrer davantage sur le développement du caractère de ses héroïnes. Cette dernière décennie, elle s'est démenée comme un auteur en herbe avant de rencontrer son agent actuel lors d'une convention écrite. Il l'a alors présentée à Diana Gill, qui est devenu l'éditeur de Kim Harrison. Ensemble, elles ont édité Dead Witch Walking, et le premier roman de Kim a été publié en livre de poche par HarperTorch en 2004. Depuis lors, elle a écrit six livres de plus dans la série Rachel Morgan, (ou la série The Hollows - la plupart des titres des romans sont des jeux de mots avec des titres des films de Clint Eastwood) et contribué à plusieurs anthologies, avec des préquelles à la série Rachel Morgan, et l'autre avec une histoire pour adolescents.
Après le succès de son premier roman, Harrison a été en mesure de démissionner de son poste de jour, de se consacrer à l'écriture à plein temps. Son auteur préféré est Ray Bradbury. Ses références musicales influencent ses écrits, en fournissant des listes de chansons pour plusieurs de ses personnages. Durant son temps libre, elle communique avec ses fans via son site internet. Elle vit actuellement en Caroline du Sud.
Harrison est un membre de la Romance Writers of America et Science Fiction and Fantasy Writers of America. Dans le numéro de mai 2009 du magazine Locus, il a été révélé qu'elle est également connu comme Dawn Cook, auteur de la série Vérité.
« Je suis contente que cela soit révélé à tous, car il m'était difficile de maintenir ces deux identités distinctes, et rappeler à vos amis ou votre famille quand vous sortez, je suis Kim aujourd'hui, il ne faut pas m'appeler Dawn. La séparation a atteint son but. Je suis toujours Kim, mais maintenant, si quelqu'un m'appelle Dawn, je ne dirais plus : « Ferme ta gueule ! » »

## Œuvres

### Écrits de Kim Harrison

#### SérieRachel Morgan
1. Sorcière pour l'échafaud, Bragelonne, 2007 ((en) Dead Witch Walking, 2004)Réédité chez Milady en 2010
2. Le Bon, la Brute et le Mort-vivant, Bragelonne, 2008 ((en) The Good, the Bad, and the Undead, 2005)Réédité chez Milady en 2010
3. Sorcière blanche, cœur noir, Bragelonne, 2008 ((en) Every Which Way But Dead, 2005)Réédité chez Milady en 2010
4. Pour une poignée de charmes, Bragelonne, 2009 ((en) A Fistful of Charms, 2006)Réédité chez Milady en 2010

- (en) Hotter than Hell

1. Et pour quelques démons de plus, Milady, 2010 ((en) For a Few Demons More, 2007)

- (en) Hollidays are Hell

1. (en) The Outlaws Demon Wails, 2008Aussi paru sous le titre Where Demons Dare

- (en) Demons: Encounters with the Devil and His Minions, Fallen Angels, and the Possessed

1. (en) White Witch, Black Curse, 2009

- (en) Unbound

1. (en) Black Magic Sanction, 2010
2. (en) Pale Demon, 2011

- (en) The Hollows Insider

1. (en) Perfect Blood, 2012

- (en) Trouble on Reserve

1. (en) Ever After, 2013
2. (en) The Undead Pool, 2014
3. (en) The Witch With No Name, 2014

- (en) Sudden Backtrack

1. (en) American Demon, 2020
2. (en) Million Dollar Demon, 2021
3. (en) Trouble with the Cursed, 2022
4. (en) Demons of Good and Evil, 2023
5. (en) Demon's Bluff, 2024

#### SérieMadison Avery

##### Romans
1. Ange gardien, Castelmore, 2011 ((en) Once Dead, Twice Shy, 2009)
2. Ange déchu, Castelmore, 2011 ((en) Early to Death, Early to Rise, 2010)
3. Ange rebelle, Castelmore, 2011 ((en) Something Deadly This Way Comes, 2011)

##### Nouvelles
- Madison Avery et l'ange des ténèbres, Hachette, collection Black Moon, 2008 ((en) Madison Avery and the Dim Reaper, 2007)Nouvelle parue dans l'anthologie Nuits d'enfer au paradis

#### SériePeri Reed
1. Drafter, Bragelonne, 2016 ((en) The Drafter, 2015)
2. (en) The Operator, 2016

#### SérieThe Shadow Age
1. (en) Three Kinds of Lucky, 2024

#### Romans indépendants
- Une vie de mensonges, MxM Bookmark, 2020 ((en) Perfunctory Affection, 2019)

### Écrits de Dawn Cook

#### SérieVérité
1. Vérité première, Milady, 2010 ((en) First Truth, 2002)
2. Vérité cachée, Milady, 2010 ((en) Hidden Truth, 2002)
3. Vérité oubliée, Milady, 2010 ((en) Forgotten Truth, 2003)
4. Vérité perdue, Milady, 2010 ((en) Lost Truth, 2004)

- Vérité - L'Intégrale volume 1, Bragelonne, 2014

#### SériePrincesse
1. (en) The Decoy Princess, 2005
2. (en) Princess at Sea, 2006